# Mikko Rantaniva
Mikko Rantaniva (* 31. März 1974 in Äänekoski) ist ein finnischer Schauspieler und Sänger.

## Leben
Nach dem Schulabschluss studierte Mikko Rantaniva vier Jahre lang an der Tampereen Yliopiston Näyttelijäntyön Laitos, einer Schauspielschule in Tampere, Finnland. Seither arbeitet er als Schauspieler und Regisseur am städtischen Theater in Tampere.
Seine Rollen umfassten unter anderem die des Tony in der Produktion West Side Story sowie des Nicholas Nickleby in der gleichnamigen Produktion. Neben dem Theater spielte Rantaniva auch in verschiedenen Fernsehproduktionen, wie beispielsweise der Komödie „Jurismia!“ mit.
Mikko Rantaniva war vier Jahre lang mit der Schauspielerin Maria Lund verheiratet, die er im Februar 2004 bei den Proben zum Musical West Side Story kennenlernte. Das Paar heiratete am 4. Juli 2005, reichte jedoch nach knapp 4 Jahren Ehe, nämlich am 1. Juli 2009, die Scheidung ein. Am 12. Dezember 2012 heiratete Mikko Rantaniva seine Freundin Sara im engsten Familienkreis. Das Paar hat bereits zwei gemeinsame Kinder.

## Theater
Rantaniva wirkte unter anderem in folgenden Produktionen mit:
- Alivuokralainen
- West Side Story (Musical)
- Yksi lensi yli käenpesän
- Lasinen eläintarha
- Nicholas Nickelbyn elämä ja seikkailu
- Punainen neilikka (Musical)
- Tie Eedeniin (Fernsehproduktion)

## Diskografie
- Maria Lund & Mikko Rantaniva  – Lähtöpiste... (2004)